# Un mundo raro
Un mundo raro es una película mexicana, producida por la empresa Quality Films y filmada con apoyo de la Universidad Nacional Autónoma de México del año 2001. Es la ópera prima del director Armando Casas.

## Sinopsis
Un mundo raro es una parodia sobre el mundo de la televisión y el crimen organizado en México. El título es una referencia a una canción del cantante mexicano José Alfredo Jiménez. La película hace referencias un tanto burlonas a la policía mexicana, la burocracia, al crimen y a las telenovelas de la actriz Thalía.
Esta película relata la historia de Emilio, un joven mexicano que sueña con ser cómico. Él, su hermano y sus amigos se dedican al secuestro en taxis. Un día secuestran a Tolín, un conductor de televisión. El encuentro de Emilio y Tolín desata la trama, pues Emilio ve este secuestro como su oportunidad de saltar a la fama.

## Recepción
Compitió en los festivales de New York, Los Ángeles, San Diego, San José y, en Argentina, en el Festival de Cine de Mar del Plata. Su estreno comercial tuvo lugar en enero de 2002, presentándose en 60 salas. Causó controversia por el supuesto parecido con la vida del conductor Paco Stanley, lo cual fue negado por los creadores de la misma.